# Яблунівський ентомологічний заказник
Яблунівський ентомологічний заказник місцевого значення — природно-заповідна територія, що створюється для забезпечення охорони комплексів, місць проживання (біогеоценозів), збереження рідкісних, зникаючих видів комах та інших безхребетних тварин. Знаходиться На території села Яблунівське, Прилуцький район, Чернігівська область. Площа 35 га.
Створений рішенням Чернігівського облвиконкому від 06.12.1982 року № 602; рішенням Чернігівського облвиконкому від 27.12.1984 року № 454.